# 诺里克山

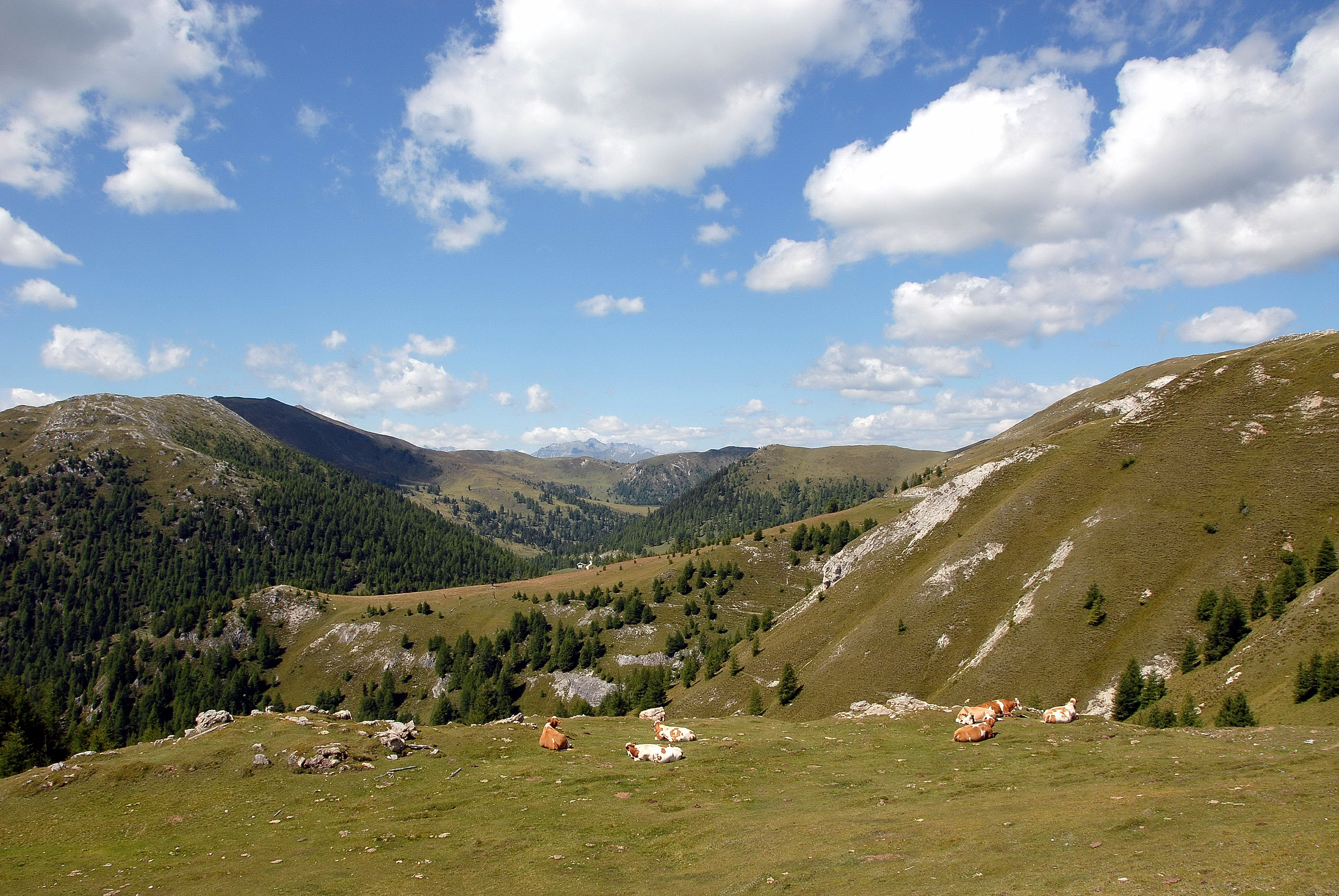

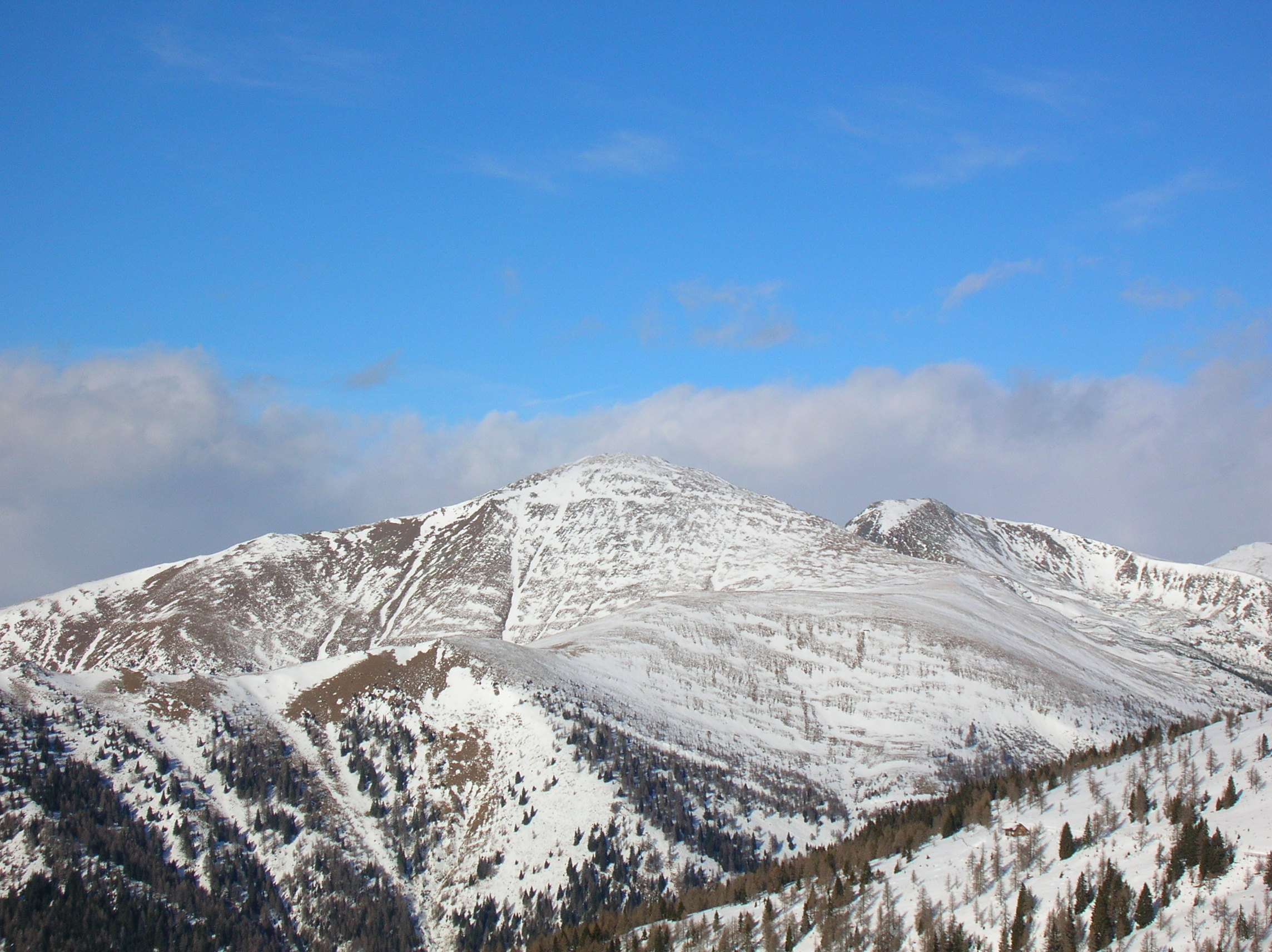

诺里克山（德语：Norische Alpen；法语：Alpes noriques；意大利语：Alpi Noriche；英语：Noric Alps）是歐洲的山脈，屬於中阿爾卑斯山脈的一部分，橫跨奧地利克恩頓州、施蒂利亞州和斯洛文尼亞下施蒂利亞，最高點海拔高度2,441米。